# Staryje Karamały (Tatarstan)
Staryje Karamały (ros. Старые Карамалы) – wieś (sieło) w Rosji, w Tatarstanie, w rejonie muslumowskim. W 2010 liczyła 755 mieszkańców.